# Gnophomyia subflebilis
Gnophomyia subflebilis är en tvåvingeart som beskrevs av Alexander 1949. Gnophomyia subflebilis ingår i släktet Gnophomyia och familjen småharkrankar.
Artens utbredningsområde är Ecuador. Inga underarter finns listade i Catalogue of Life.